# Primera fila: Una última vez (Encore)
Primera fila acústico: Una última vez (Encore) es el tercer álbum en vivo del dúo mexicano Sin Bandera, publicado en 24 de febrero de 2017, a través de la compañía discográfica Sony Music. De este álbum se desprenden dos canciones inéditas, que son: «¿Qué pasaría?» y «Adiós». En la canción «Sirena», se puede contemplar que Leonel toca la batería.

## Antecedentes y concepto
El disco se grabó en los Estudios Churubusco en la Ciudad de México el 28 de septiembre de 2016. Contó con 12 canciones grabadas en el estudio y otras siete más incluidas en el DVD que fueron realizadas en distintas lugares como Puebla, Buenos Aires, y algunas locaciones de Costa Rica.
El disco forma parte de Primera fila, un concepto organizados por Sony Music Latin, que consiste en una serie de conciertos de diversos artistas en vivo. Al igual que los anteriores discos en dicho formato, Sin Bandera se presentó bajo un escenario ambientado a la oscuridad, acompañado con música acústica y romántica. A diferencia de otras presentaciones con este formato, no existe participación de otros artistas.

## Lista de canciones
| Primera fila: Una última vez (Encore) - Edición en CD y formato digital. |                          |          |  |
| N.º                                                                      | Título                   | Duración |  |
| 1.                                                                       | «En ésta no»             | 5:21     |  |
| 2.                                                                       | «Te vi venir»            | 3:54     |  |
| 3.                                                                       | «Kilómetros»             | 4:25     |  |
| 4.                                                                       | «¿Qué pasaría?»          | 3:56     |  |
| 5.                                                                       | «Amor real»              | 4:49     |  |
| 6.                                                                       | «Que lloro»              | 4:52     |  |
| 7.                                                                       | «Adiós»                  | 3:58     |  |
| 8.                                                                       | «Sirena»                 | 4:58     |  |
| 9.                                                                       | «Suelta mi mano»         | 4:20     |  |
| 10.                                                                      | «Que me alcance la vida» | 4:10     |  |
| 11.                                                                      | «Mientes tan bien»       | 4:44     |  |
| 12.                                                                      | «Entra en mi vida»       | 6:14     |  |

| Primera fila: Una última vez (Encore) - Edición en DVD y formato digital. |                          |          |  |
| N.º                                                                       | Título                   | Duración |  |
| 1.                                                                        | «Una última vez»         | 4:29     |  |
| 2.                                                                        | «En ésta no»             | 4:20     |  |
| 3.                                                                        | «Te vi venir»            | 3:54     |  |
| 4.                                                                        | «Kilómetros»             | 4:25     |  |
| 5.                                                                        | «Sobre mí»               | 4:29     |  |
| 6.                                                                        | «¿Qué pasaría?»          | 3:56     |  |
| 7.                                                                        | «Amor real»              | 4:49     |  |
| 8.                                                                        | «De viaje»               | 4:20     |  |
| 9.                                                                        | «Que lloro»              | 4:52     |  |
| 10.                                                                       | «Adiós»                  | 3:58     |  |
| 11.                                                                       | «ABC»                    | 4:53     |  |
| 12.                                                                       | «Sirena»                 | 4:58     |  |
| 13.                                                                       | «Suelta mi mano»         | 4:20     |  |
| 14.                                                                       | «Y más te amo»           | 5:15     |  |
| 15.                                                                       | «Que me alcance la vida» | 4:10     |  |
| 16.                                                                       | «Mientes tan bien»       | 4:44     |  |
| 17.                                                                       | «Y llegaste tú»          | 3:56     |  |
| 18.                                                                       | «Entra en mi vida»       | 6:14     |  |
| 19.                                                                       | «Ves»                    | 3:57     |  |